# مردكانلو
مردكانلو (بالفارسية: مردکانلو) هي مستوطنة تقع في قسم فاروج الريفي في إيران. يقدر عدد سكانها بـ 110 نسمة .